# Aloe yemenica
Aloe yemenica é uma espécie de liliopsida do gênero Aloe, pertencente à família Asphodelaceae.